# Mercedes-Benz SL
Mercedes-Benz SL – samochód sportowy klasy średniej produkowany pod niemiecką marką Mercedes-Benz w latach 1954–2020.

## Pierwsza generacja

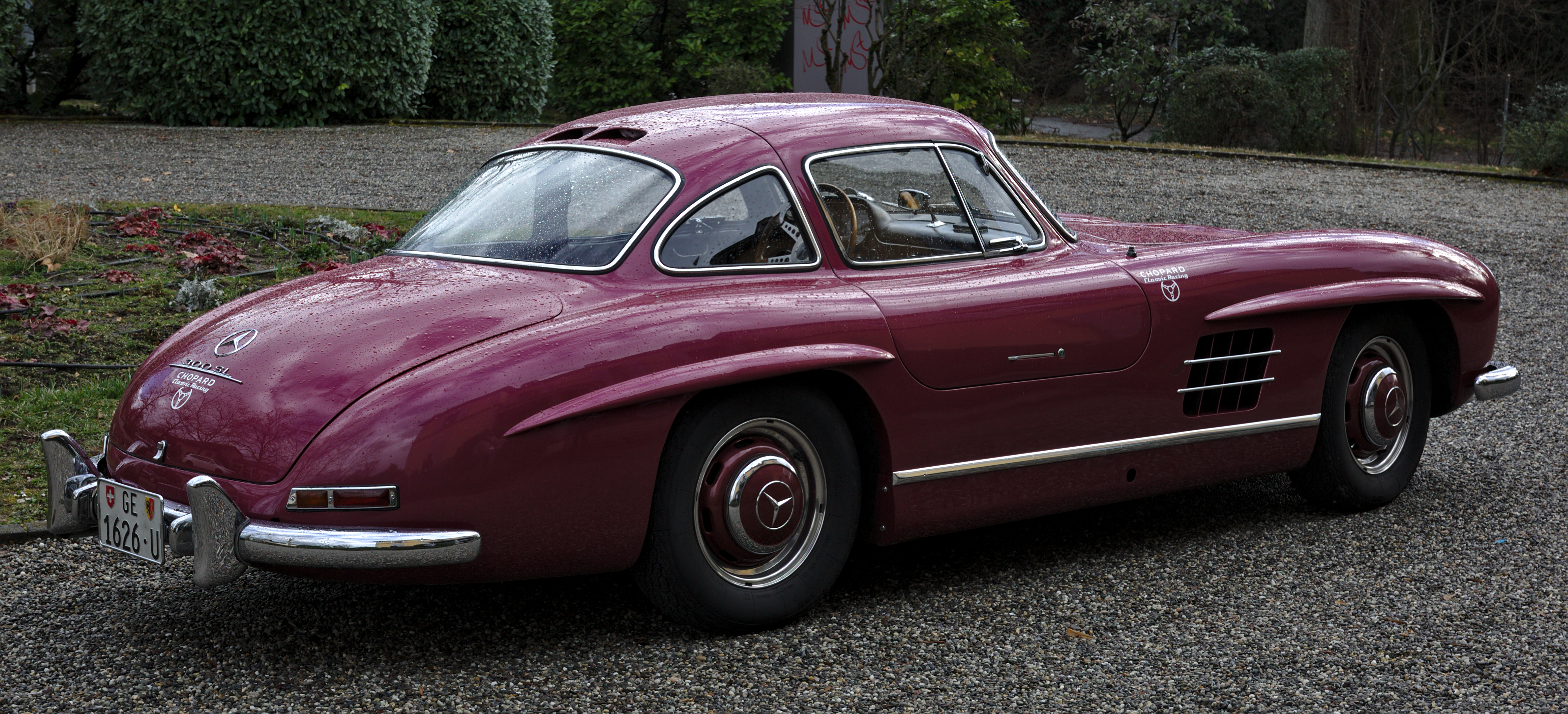
Mercedes-Benz 300 SL Gullwing (W198) – tył

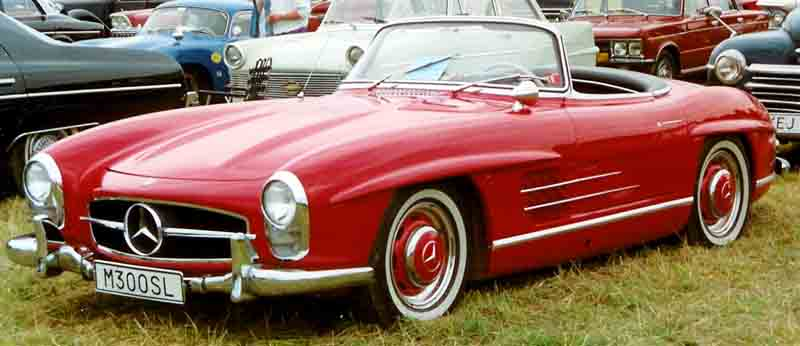
Mercedes-Benz 300 SL Roadster (W121) po liftingu

Mercedes-Benz SL I został zaprezentowany po raz pierwszy w lutym 1954 roku.
Samochód zyskał kod fabryczny W198 dla wersji coupe i W121 dla odmiany roadster. Samochód był lepiej znany pod nazwą
300 SL Gullwing. Pojazd miał premierę w lutym 1954 roku podczas salonu motoryzacyjnego International Motor Sports Show w Nowym Jorku.
Pierwowzorem 300 SL był wprowadzony dwa lata wcześniej sportowy wóz 300 S, z którego przejęto nowoczesny silnik wyposażony we wtrysk paliwa oraz przestrzenną ramę o skomplikowanej konstrukcji, którą spawano z rurek o niewielkiej średnicy. Mimo nie najlepszej sytuacji finansowej, w 1954 roku Mercedes postanowił wprowadzić do produkcji seryjną wersję tego samochodu. Mercedes-Benz 300 SL początkowo był uznawany za auto sportowe. Brał udział w wyścigach na torze w Le Mans, Norymberdze i Carrera Panamericana Mexico. Model W198 był pierwszą generacją Mercedesa-Benza klasy SL.
Samochód wyposażony jest w podnoszone do góry drzwi oraz płaską karoserię z podkreślonymi wcięciami. Drzwi o niezwykłej w latach 50. konstrukcji, otwierające się do góry razem z fragmentami dachu, kształtem przypominające nieco skrzydło, zapewniły mu po angielsku potoczną nazwę Gullwing („skrzydło mewy”), która przylgnęła historycznie do tego modelu. Powodem zastosowania takiego rozwiązania nie były wcale względy natury estetycznej, choć bez wątpienia nadały samochodowi w tym zakresie niepowtarzalny i do dziś ciekawy charakter. Aby zapewnić odpowiednią sztywność nadwozia, samochód miał bardzo wysokie progi i zastosowanie klasycznie otwieranych drzwi przestało wchodzić w rachubę – konstruktorzy zdecydowali się zatem na drzwi otwierane do góry. Z tego powodu wsiadanie do Mercedesa wymagało pewnej dozy zręczności. Zastosowano specjalnie „łamaną” kierownicę – odchylaną w dół przy wsiadaniu. Ze względu na niezwykle ciasną, sportową kabinę, była ona niezbędna, by kierowca mógł zająć swoje miejsce. Nadwozie było wykonane z blach stalowych, poza aluminiowymi: drzwiami, maską i pokrywą bagażnika. Bardzo korzystne ze względów aerodynamicznych niskie poprowadzenie maski wymagało pochylenia silnika pod kątem 45 stopni, co z kolei wymusiło zastosowanie tzw. suchej miski olejowej (dość często zresztą używanej w autach sportowych ze względu na lepsze smarowanie silnika podczas dynamicznej jazdy na zakrętach).
W czasach swojej świetności nowy „Gullwing” kosztował 29 000 marek niemieckich, co już wtedy było kwotą zawrotną, szczególnie, gdy porównać ją z niemałą wcale ceną 7900 marek za współczesny mu model Mercedes-Benz 170 Vb. Był też jednym z najdroższych samochodów na rynku amerykańskim, kosztując tam 7400 dolarów (1955). Ze względu na swoją unikatowość, zachowane egzemplarze samochodu osiągają współcześnie na rynku kolekcjonerskim ogromne ceny, przekraczające nierzadko 1 milion USD.
Samochód gościł w swojej kabinie Rogera Moore’a w jednej z części serialu detektywistycznego Święty.
Wyprodukowano łącznie 3258 egzemplarzy.

### Dane techniczne

#### Silnik
- R6 3,0 l (2996 cm³), 2 zawory na cylinder, OHC[1]
- Układ zasilania: wielopunktowy bezpośredni wtrysk paliwa typu Bosch[1]
- Średnica cylindra × skok tłoka: 83,00 × 86,00 mm[1]
- Stopień sprężania: 8,55:1
- Moc maksymalna: 220 KM (160 kW) przy 5800 obr./min[1]
- Maksymalny moment obrotowy: 275 N·m przy 4600 obr./min
- Przekładnia główna: 3,25:1 lub 3,42:1 lub 3,64:1 (standardowa) lub 3,89:1 lub 4,11:1[2]

#### Osiągi
- Przyspieszenie 0–100 km/h: 8,8 s
- Prędkość maksymalna: 260 km/h[a]

## Druga generacja

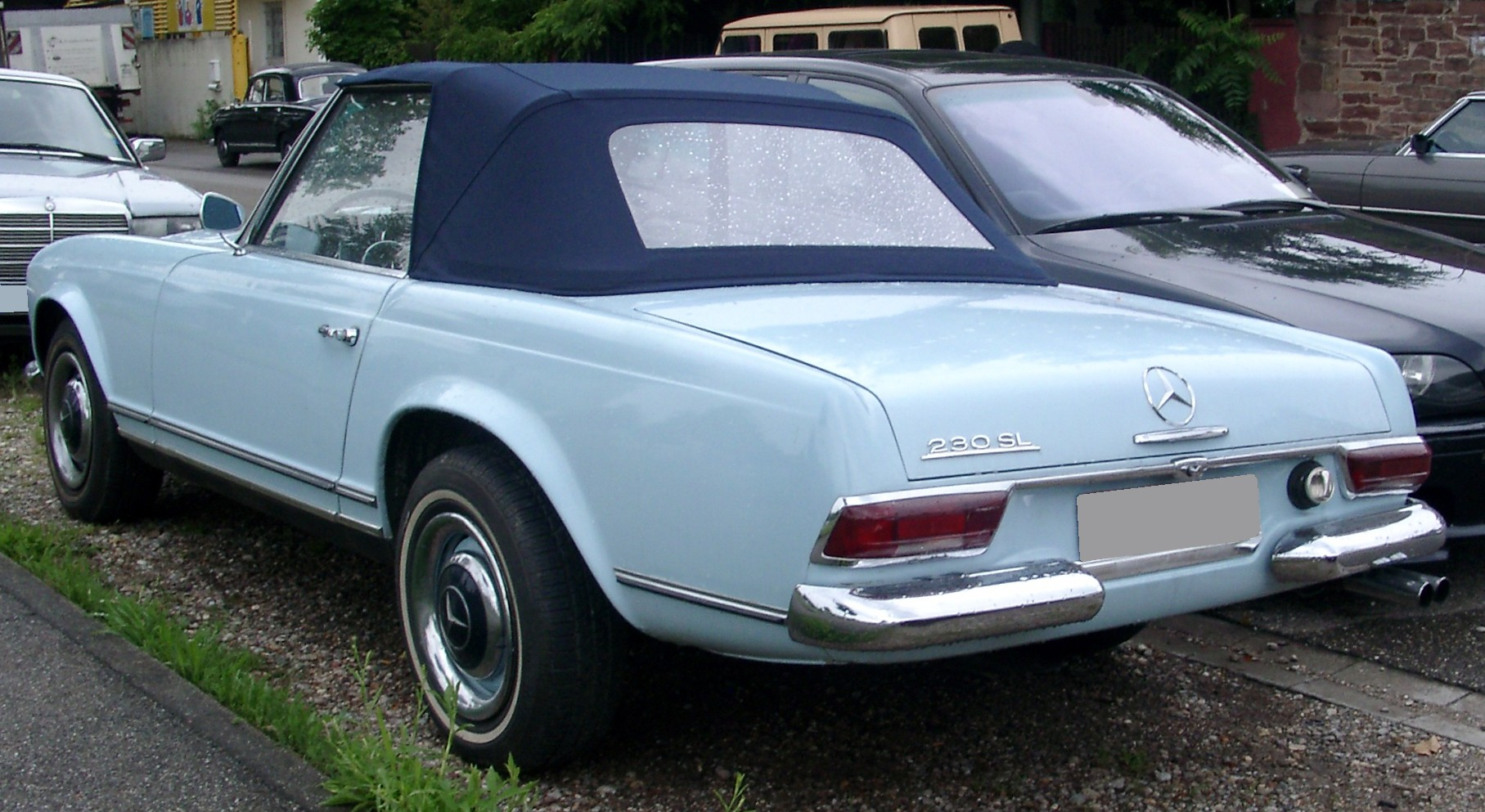
Mercedes-Benz SL II (W113) – tył

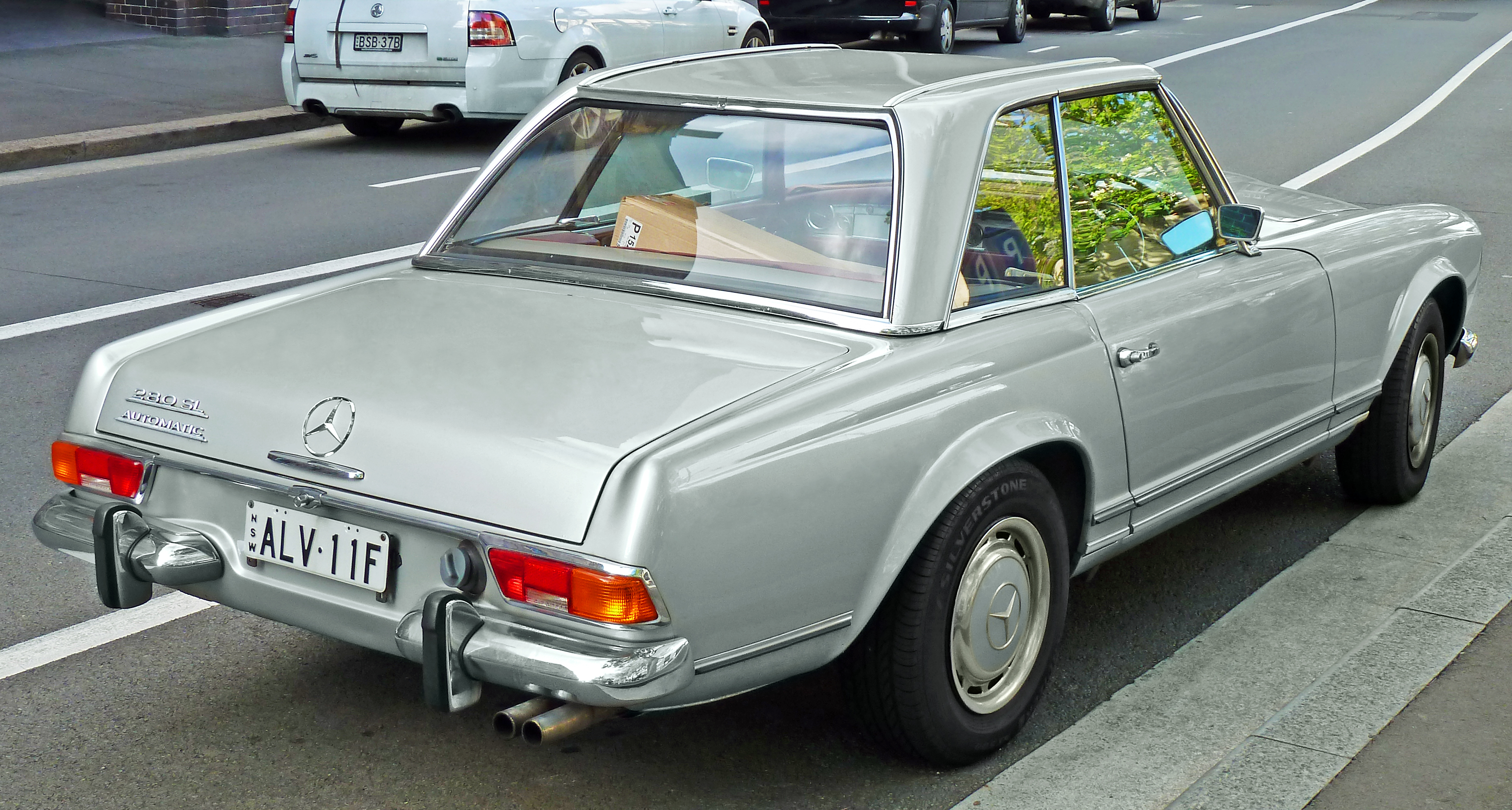
Mercedes-Benz SL II (W113) Coupe

Mercedes-Benz SL II został zaprezentowany po raz pierwszy w marcu 1963 roku.
Druga generacja modelu SL pod kodem fabrycznym W113 został zaprezentowany na Geneva Motor Show w 1963 roku jako następca sportowego modelu 300 SL. Zaraz po premierze, dziennikarze nadali nowemu modelowi przydomek „pagoda”. Wynikał on z wklęsłego kształtu dachu (wersji hardtop), który przypominał zadaszenie dalekowschodnich świątyń. Projektantem „pagody”, jak i wielu ówczesnych Mercedesów klasy wyższej, był Francuz Paul Bracq. Stworzone przez niego nadwozie nowego roadstera, w swoich czasach, uchodziło za bardzo nowoczesne.
Mechanicznie SL W113 spokrewniony był z modelem 220 SE (W111). „Odziedziczył” po nim m.in. przednie niezależne zawieszenie, dwuobwodowy układ hamulcowy wyposażony w tarcze na przedniej osi, zmodyfikowany silnik. Przy projektowaniu W113 dużo uwagi poświęcono bezpieczeństwu. Zastosowano kontrolowane strefy zgniotu, usztywniono kabinę pasażerską, opcjonalnie montowano pasy bezpieczeństwa, wnętrze pozbawiono niebezpiecznych kantów. Bezpieczny SL stracił pierwotną lekkość. W celu obniżenia masy auta do budowy niektórych elementów (pokrywa bagażnika, maska, poszycia drzwi) użyto aluminium.
Pagodę produkowano do roku 1971. Powstało 48 912 samochodów. To dużo, zważywszy, że W113 był topowym modelem sportowym Mercedesa. Już w latach 60. zyskał miano kultowego. Obecnie, głównie ze względu na swoją niezawodność, jest jednym z najpopularniejszych i najbardziej poszukiwanych samochodów klasycznych. Styl lat 60. jest dostępny za, względnie, niewielkie pieniądze. Nie brakuje firm specjalizujących się w odrestaurowywaniu W113.
Następcą Pagody jest dużo cięższy i bezpieczniejszy, choć nie mniej popularny, model R107.

### 230 SL
- Lata produkcji: 1963–1966
- Silnik: typ M127 II, rzędowy 6-cylindrowy, pojemność: 2306 cm³, moc: 150 KM
- Skrzynia biegów: 4-biegowa manualna lub 4-biegowa automatyczna
- Wyprodukowano: 19 831 sztuk

Do pierwszych W113 montowano rozwiercony i zmodyfikowany (bardziej efektywny wtrysk paliwa) silnik z ówczesnej S-klasy (W111). Motory początkowo montowano głównie z ręcznymi 4-biegowymi skrzyniami. Rychło jednak sytuacja uległa zmianie, okazało się bowiem, że na rynku amerykańskim Pagoda zdobyła dużą popularność. Zaczęły przeważać skrzynie automatyczne.
Modele 230 SL uchodzą za najmniej zaawansowane technicznie i jednocześnie najbardziej sportowe odmiany Pagody. Na tylnej osi zamontowane były hamulce bębnowe, zawieszenie miało względnie twarde nastawy, silnik zaś najlepiej pracował na wysokich obrotach.

### 250 SL
- Lata produkcji: 1966–1967
- Silnik: typ M129 III, rzędowy 6-cylindrowy, pojemność: 2496 cm³, moc: 150 KM
- Skrzynia biegów: 5-biegowa manualna ZF lub 4-biegowa automatyczna
- Wyprodukowano: 5 196 sztuk

Sprzedaż wersji 250 SL rozpoczęto w Styczniu 1967. W cenniku widniała przez rok, jest więc najrzadszą odmianą Pagody. Jedyną poważną modyfikacją był nowy, większy silnik. Moc nie wzrosła, jednak wyrównała się krzywa momentu obrotowego. W efekcie samochód sprawnie przyspieszał w szerszym zakresie obrotów. Bębny na tylnej osi zastąpiono tarczami.
Modele 250 SL stanowią kontynuację filozofii 230 SL – dynamika przeważa w nich nad komfortem. Masa aut wzrosła jednak tak bardzo, że pokonanie bariery 200 km/h stało się niewykonalne.

### 280 SL
- Lata produkcji: 1968–1971
- Silnik: typ M130, rzędowy 6-cylindrowy, pojemność: 2778 cm³, moc: 170 KM
- Skrzynia biegów: 5-biegowa manualna ZF lub 4-biegowa automatyczna
- Wyprodukowano: 23 885 sztuk

Ostatnia wersja Pagody – 280 SL, uchodzi za najbardziej dopracowaną. Jest przy tym najcięższa i najbardziej komfortowa. Mając na względzie rynek amerykański, konstruktorzy Mercedesa zastosowali w niej bardziej miękkie zawieszenie. Największą modyfikacją, po raz kolejny, był nowy, większy silnik. Moc i moment obrotowy wzrosły, zapewniając autu przyzwoite osiągi.
Model 280 SL, ponieważ łączył w sobie zalety dwóch poprzednich generacji, był najlepiej sprzedająca się odmianą pagody. Obecnie jest najbardziej poszukiwanym wariantem przez kolekcjonerów. Model z końca produkcji w USA kosztuje w stanie dobrym ok. 73 tysiące, a w doskonałym 143 tysiące dolarów (2021). Większość aut została wyeksportowana do Stanów Zjednoczonych, toteż przeważały skrzynie automatyczne.

### Dane techniczne
| Wersja             | Silnik                    | Układ zasilania    | Moc maksymalna                     | Maks. moment obrotowy      | 0–100 km/h                          | V-max                                      | Śr. zuż. paliwa na 100 km |
| Silniki benzynowe: | Silniki benzynowe:        | Silniki benzynowe: | Silniki benzynowe:                 | Silniki benzynowe:         | Silniki benzynowe:                  | Silniki benzynowe:                         | Silniki benzynowe:        |
| ------------------ | ------------------------- | ------------------ | ---------------------------------- | -------------------------- | ----------------------------------- | ------------------------------------------ | ------------------------- |
| 230 SL             | R6 2,3 l (2306 cm³), SOHC | wtrysk Bosch       | 150 KM (110 kW) przy 5500 obr./min | 196 N·m przy 4200 obr./min | 11,1 s 10,7 s (aut.) 9,7 s (5-bieg) | 200 km/h 195 km/h (aut.)                   | 10,2 l                    |
| 250 SL             | R6 2,5 l (2496 cm³), SOHC | wtrysk Bosch       | 150 KM (110 kW) przy 5500 obr./min | 216 N·m przy 4200 obr./min | 10 s 10,6 s (aut.) 9,7 s (5-bieg)   | 195 km/h 190 km/h (aut.) 200 km/h (5-bieg) | 11,2 l                    |
| 280 SL             | R6 2,8 l (2778 cm³), SOHC | wtrysk Bosch       | 170 KM (125 kW) przy 5750 obr./min | 240 N·m przy 4500 obr./min | 9 s                                 | 200 km/h 195 km/h (aut.)                   | 11,4 l                    |

## Trzecia generacja

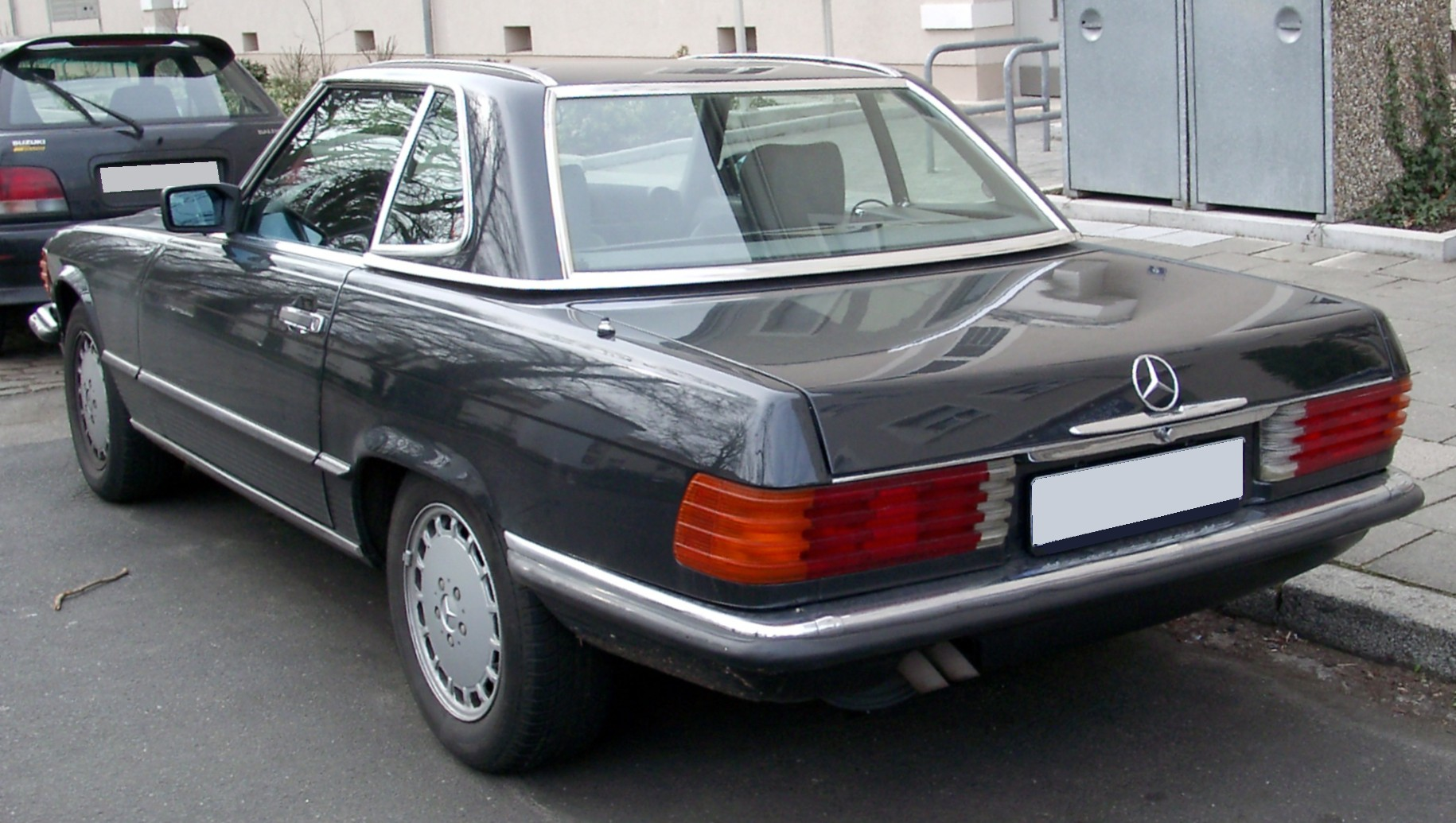
Mercedes-Benz SL III (R107) – tył

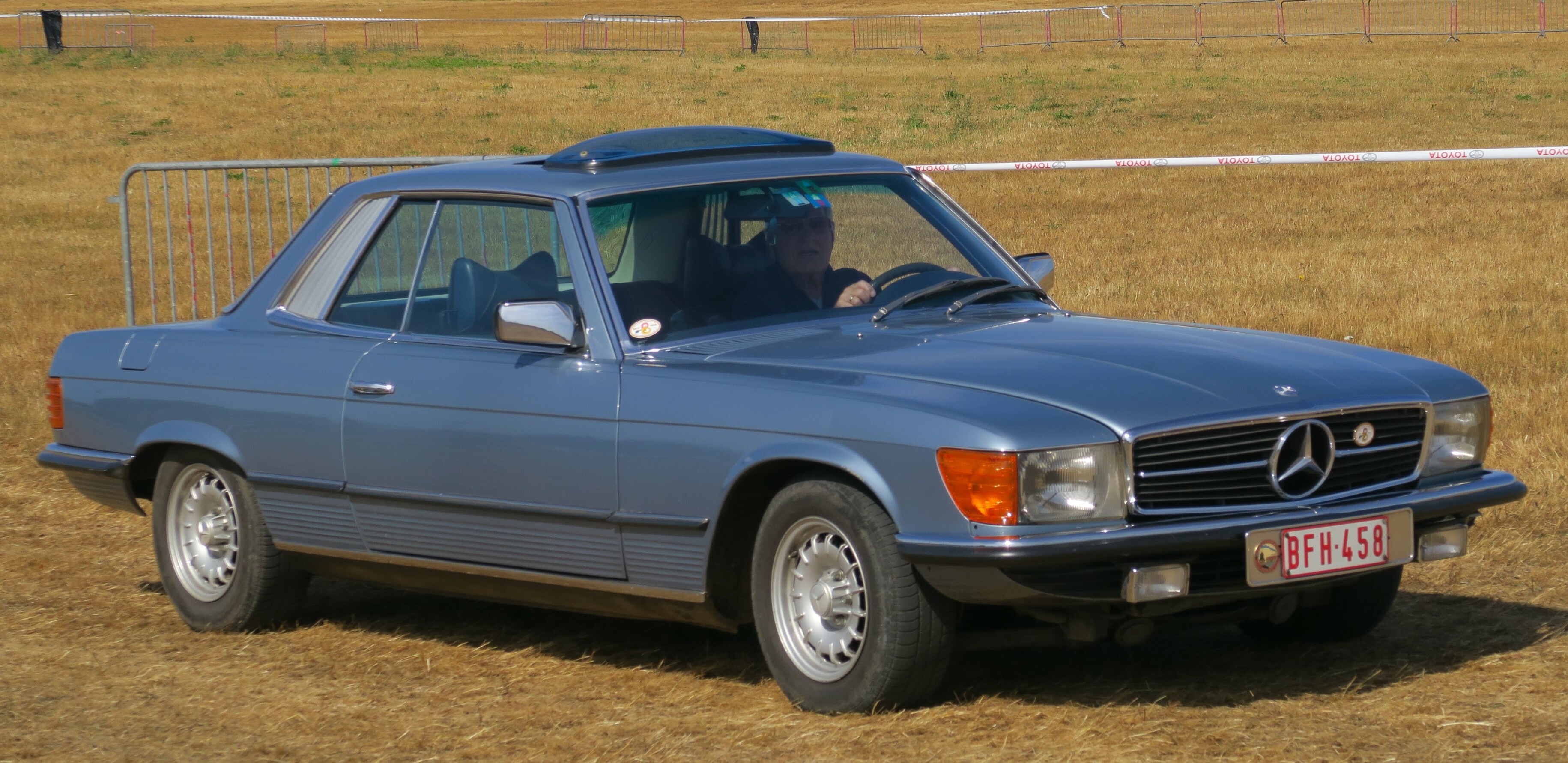
Mercedes-Benz 280 SLC (C107)

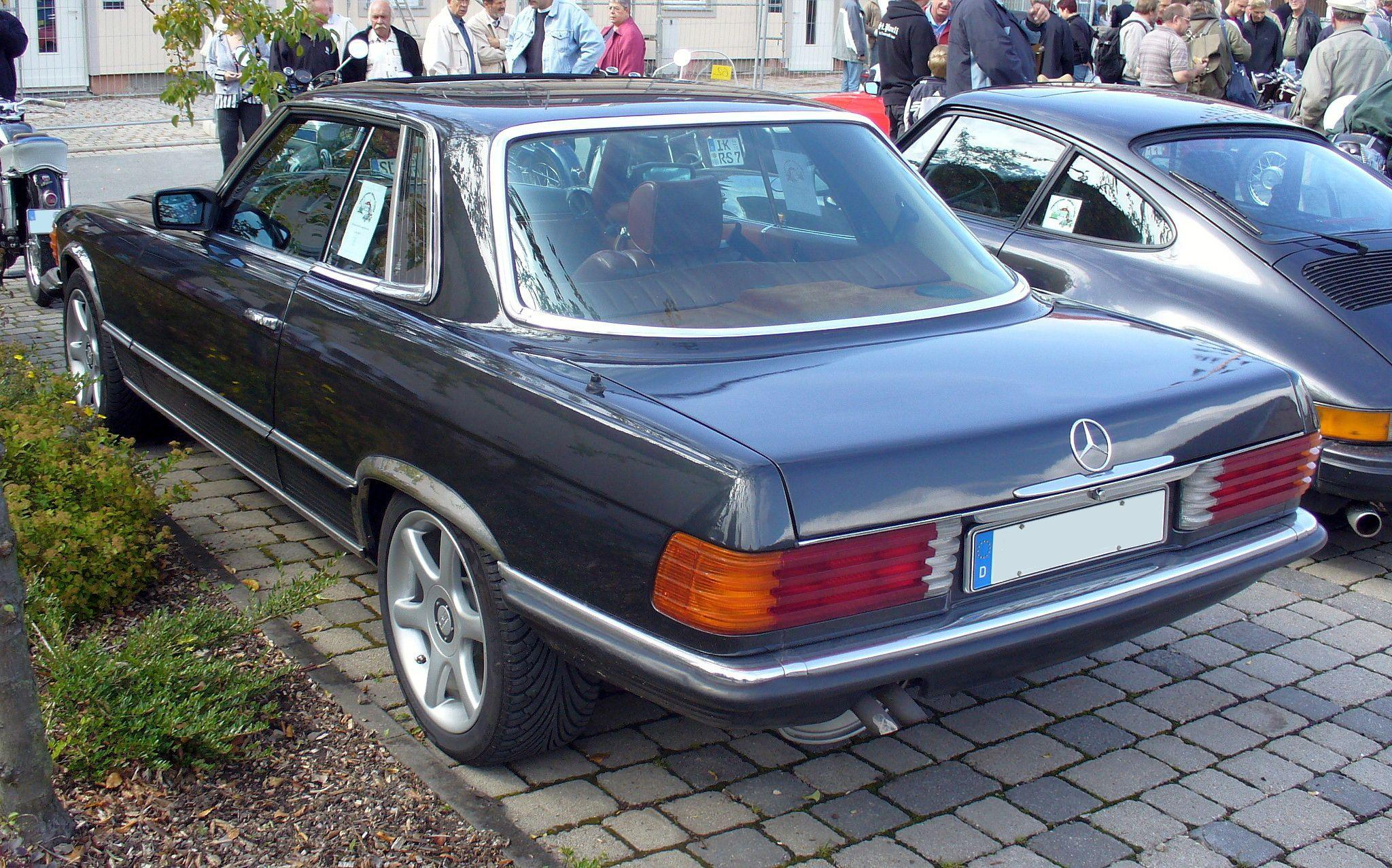
Mercedes-Benz SLC (C107) – tył

Mercedes-Benz SL III został zaprezentowany po raz pierwszy w 1971 roku. Wersja coupe nosiła nazwę SLC.
W plebiscycie na Europejski Samochód Roku 1972 samochód zajął 3. pozycję (za Fiatem 127 i Renault 15/17).
Głównym rynkiem zbytu SL-a (R107) miały być Stany Zjednoczone. To tam kierowano większość produkcji. Auta eksportowane do USA różniły się od swoich europejskich braci. Wersje amerykańskie charakteryzowały się bardziej miękkimi nastawami zawieszenia, silnikami o obniżonym stopniu sprężania, ze względu na restrykcyjne normy emisji spalin, ośmiocalowymi „bezpiecznymi” zderzakami przednimi i tylnymi i światłami przednimi oraz światłami obrysowymi spełniającymi amerykańskie normy. Zmiany dotyczyły więc zarówno mechaniki, jak i nadwozia. Niektóre silniki występowały tylko w USA, niektóre zaś tylko w Europie.
„Stosiódemka” urosła względem poprzednika – była o 10 cm dłuższa i o 3 cm szersza. Poskutkowało to większą ilością miejsca w kabinie, do wykończenia której użyto miękkich, bezpiecznych materiałów. Ze względu na bezpieczeństwo w razie dachowania, wzmocniono konstrukcję przednich słupków. Wyniki testów zderzeniowych wykazały, że te poprawki dały o 50% większą sztywność w stosunku do „pagody”. Samochód z wszystkimi wzmocnieniami ważył jednak sporo więcej od poprzednika (przeszło 200kg). Konieczne zatem było zamontowanie mocniejszych jednostek napędowych. Jako pierwszy do napędu posłużył typ M116 o pojemności 3499 cm³ i mocy 200 KM (350 SL). Kilka miesięcy później, początkowo tylko na rynek amerykański, wprowadzono motor typu M117 o pojemności 4520 cm³ i mocy 225 KM (450 SL).
W trakcie produkcji SL (R107) przeszedł wiele zmian kosmetycznych oraz mechanicznych. Pierwszą z nich datuje się na rok 1973, kiedy, w związku z kryzysem paliwowym, dołączono do oferty oszczędny 6-cylindrowy silnik DOHC (ang. Double OverHead Camshaft – podwójny wałek rozrządu w głowicy) typu M110 o pojemności 2743 cm³. Ze względu na małą pojemność, wersje z tym silnikiem nie były eksportowane do USA, jednakże występowały tam w wyniku tzw. importu własnego.
Następną zmianą natury mechanicznej było zastosowanie katalizatora spalin do wszystkich silników w 1975, co poskutkowało nieznacznym pogorszeniem osiągów (mniejsza moc). W 1980 roku zaś miała miejsce pierwsza wymiana silników: typ M116 (3499 cm³) rozwiercono do pojemności 3818 cm³, typ M117 (4520 cm³) natomiast do pojemności 4973 cm³. Ten ostatni oferowany był tylko w Europie. Na rynku amerykańskim więc topowym motorem został M116 o pojemności tylko 3818 cm³. Ten marazm trwał aż do 1985, kiedy to po raz kolejny nastąpiło odświeżenie gamy jednostek napędowych: na rynku europejskim silnik M110 zastąpiony został przez M103 o pojemności 2960 cm³ oraz motor M116 rozwiercono do 4196 cm³. Nowością na rynkach amerykańskim, japońskim i australijskim był silnik M117 rozwiercony do niebotycznych 5547 cm³. Mimo pojemności, nie był on jednak najmocniejszą jednostką montowaną w R107, bowiem jego potencjał ograniczały restrykcyjne normy emisji spalin.
W roku 1985, odświeżeniu palety silników towarzyszyło odświeżenie nadwozia. Zmienione zostały m.in. przedni zderzak, progi, wzory felg aluminiowych. W takiej formie R107 produkowany był do 1989. W tym roku zaprzestano wytwarzania tego bardzo popularnego modelu.. Żywot R107 trwał aż 18 lat, jest to więc najdłużej, po klasie G, produkowany Mercedes w historii. Jego następcą został model R129, produkowany w latach 1989–2001.

### SLC (Coupe)
Wdrożony do produkcji w roku 1972, zyskał inną nazwę – Mercedes-Benz SLC. Samochód jest o 36 centymetrów dłuższy. Dzięki temu mieści cztery pełnowymiarowe siedzenia. Nadwozie modelu jest stylistycznie zbliżone do Klasy S, od niej również pochodzą silniki.
Charakterystyczną cechą SLC są „zasłonki”, znajdujące się w oknach nad tylnymi błotnikami. Zastosowano je, aby umożliwić pełne odsłonięcie bocznych szyb co, przy braku słupka środkowego, tworzy harmonijną pustą przestrzeń. Gdyby szyby doprowadzone były do słupka C, niemożliwe byłoby ich pełne odsunięcie, ze względu na zbyt małą ilość miejsca w tylnych błotnikach.
Produkcję modelu SLC zakończono w roku 1981, liczbą około 62 500 egzemplarzy. Stanowi to mniej niż jedną trzecią całkowitej produkcji modelu SL.

### Dane techniczne (roadster)
Dane dla wersji europejskiej według producenta
| Mercedes-Benz                             | 280 SL/SLC                                       | 300 SL                                           | 350 SL/SLC                                       | 380 SL/SLC                                       | 420 SL                                           | 450 SL/SLC                                       | 500 SL/SLC                                       |
| ----------------------------------------- | ------------------------------------------------ | ------------------------------------------------ | ------------------------------------------------ | ------------------------------------------------ | ------------------------------------------------ | ------------------------------------------------ | ------------------------------------------------ |
| Lata produkcji:                           | 1974–1981/1985                                   | 1985–1989                                        | 1971–1980                                        | 1980–1981/85                                     | 1985–1989                                        | 1973–1980                                        | 1980–1981/89                                     |
| Silnik:                                   | R6 (czterosuw, montowany z przodu)               | R6 (czterosuw, montowany z przodu)               | 90° V8 (czterosuw, montowany z przodu)           | 90° V8 (czterosuw, montowany z przodu)           | 90° V8 (czterosuw, montowany z przodu)           | 90° V8 (czterosuw, montowany z przodu)           | 90° V8 (czterosuw, montowany z przodu)           |
| Średnica cylindra x skok tłoka:           | 86 × 78,8 mm                                     | 88,5 × 80,25 mm                                  | 92 × 65,8 mm                                     | 92 × 71,8 mm                                     | 92 × 78,9 mm                                     | 92 × 85 mm                                       | 96,5 × 85 mm                                     |
| Pojemność skokowa:                        | 2746 cm³                                         | 2962 cm³                                         | 3499 cm³                                         | 3818 cm³                                         | 4196 cm³                                         | 4520 cm³                                         | 4973 cm³                                         |
| Moc maksymalna przy obr./min:             | 185 KM (136 kW) przy 6000                        | 188 (138 kW) przy 5700                           | 200 KM (150 kW) przy 5800                        | 218 KM (160 kW) przy 5500                        | 218 KM (160 kW) przy 5200                        | 225 KM (165 kW) przy 5000                        | 240 KM (180 kW) przy 5000                        |
| Maksymalny moment obrotowy przy obr./min: | 238 Nm przy 4500                                 | 255 Nm przy 4400                                 | 286 Nm przy 4000                                 | 299 Nm przy 4000                                 | 392 Nm przy 3750                                 | 377 Nm przy 3000                                 | 402 Nm przy 3200                                 |
| Stopień sprężania:                        | 9,0:1                                            | 9,2:1                                            | 9,5:1                                            | 9,0:1                                            | 9,0:1                                            | 8,8:1                                            | 9,0:1                                            |
| Układ zasilania:                          | wtrysk paliwa Bosch D-Jet, K-Jet, od 1985 KE-Jet | wtrysk paliwa Bosch D-Jet, K-Jet, od 1985 KE-Jet | wtrysk paliwa Bosch D-Jet, K-Jet, od 1985 KE-Jet | wtrysk paliwa Bosch D-Jet, K-Jet, od 1985 KE-Jet | wtrysk paliwa Bosch D-Jet, K-Jet, od 1985 KE-Jet | wtrysk paliwa Bosch D-Jet, K-Jet, od 1985 KE-Jet | wtrysk paliwa Bosch D-Jet, K-Jet, od 1985 KE-Jet |
| Układ rozrządu:                           | DOHC                                             | SOHC                                             | SOHC                                             | SOHC                                             | SOHC                                             | SOHC                                             | SOHC                                             |
| Prędkość maksymalna:                      | 207 km/h                                         | 210 km/h                                         | 212 km/h                                         | 215 km/h                                         | 210 km/h                                         | 218 km/h                                         | 215 km/h                                         |
| Średnie zużycie paliwa na 100 km:         | 15,5 l                                           | 14,5 l                                           | 18,5 l                                           | 18,5 l                                           | 15,5 l                                           | 18,5 l                                           | 18,5 l                                           |

### Dane techniczne (coupe)
| Wersja             | Silnik                    | Układ zasilania         | Moc maksymalna                       | Maks. moment obrotowy     | 0–100 km/h          | V-max                    | Śr. zuż. paliwa/100 km |
| Silniki benzynowe: | Silniki benzynowe:        | Silniki benzynowe:      | Silniki benzynowe:                   | Silniki benzynowe:        | Silniki benzynowe:  | Silniki benzynowe:       | Silniki benzynowe:     |
| ------------------ | ------------------------- | ----------------------- | ------------------------------------ | ------------------------- | ------------------- | ------------------------ | ---------------------- |
| 280 SLC            | R6 2,7 l (2746 cm³)       | wtrysk Bosch D-Jetronic | 185 KM (136 kW) przy 6000 obr./min   | 238 Nm przy 4500 obr./min | 10,1 s 11 s (aut.)  | 205 km/h 200 km/h (aut.) | 12,5 l                 |
| 280 SLC            | R6 3,5 l 2,7 l (2746 cm³) | wtrysk Bosch K-Jetronic | 177 KM (130 kW) przy 6000 obr./min   | 233 Nm przy 4500 obr./min | 10,1 s 11 s (aut.)  | 205 km/h 200 km/h (aut.) | 12,5 l                 |
| 350 SLC            | V8 3,5 l (3499 cm³)       | wtrysk Bosch D-Jetronic | 200 KM (147 kW) przy 5800 obr./min   | 286 Nm przy 4000 obr./min | 9 s 9,5 s (aut.)    | 210 km/h 205 km/h (aut.) | 13 l                   |
| 350 SLC            | V8 3,5 l (3499 cm³)       | wtrysk Bosch K-Jetronic | 195 KM (143,5 kW) przy 5500 obr./min | 275 Nm przy 4000 obr./min | 9,5 s 10,1 s (aut.) | 210 km/h 205 km/h (aut.) | 13 l                   |
| 380 SLC            | V8 3,8 l (3818 cm³)       | wtrysk Bosch K-Jetronic | 218 KM (160 kW) przy 5500 obr./min   | 305 Nm przy 4000 obr./min | 9 s                 | 215 km/h                 | b.d.                   |
| 450 SLC            | V8 4,5 l (4520 cm³)       | wtrysk Bosch D-Jetronic | 225 KM (165,5 kW) przy 5000 obr./min | 378 Nm przy 3000 obr./min | 8,8 s               | 215 km/h                 | 14,5 l                 |
| 450 SLC            | V8 4,5 l (4520 cm³)       | wtrysk Bosch K-Jetronic | 218 KM (160 kW) przy 5000 obr./min   | 360 Nm przy 3250 obr./min | 9,3 s               | 215 km/h                 | 14,5 l                 |
| 450 SLC 5.0        | V8 5,0 l (5025 cm³)       | wtrysk Bosch K-Jetronic | 240 KM (176,5 kW) przy 5000 obr./min | 402 Nm przy 3200 obr./min | 8,5 s               | 225 km/h                 | 14,5 l                 |
| 500 SLC            | V8 5,0 l (4973 cm³)       | wtrysk Bosch K-Jetronic | 240 KM (176,5 kW) przy 5000 obr./min | 402 Nm przy 3200 obr./min | 7,8 s               | 225 km/h                 | b.d.                   |

## Czwarta generacja

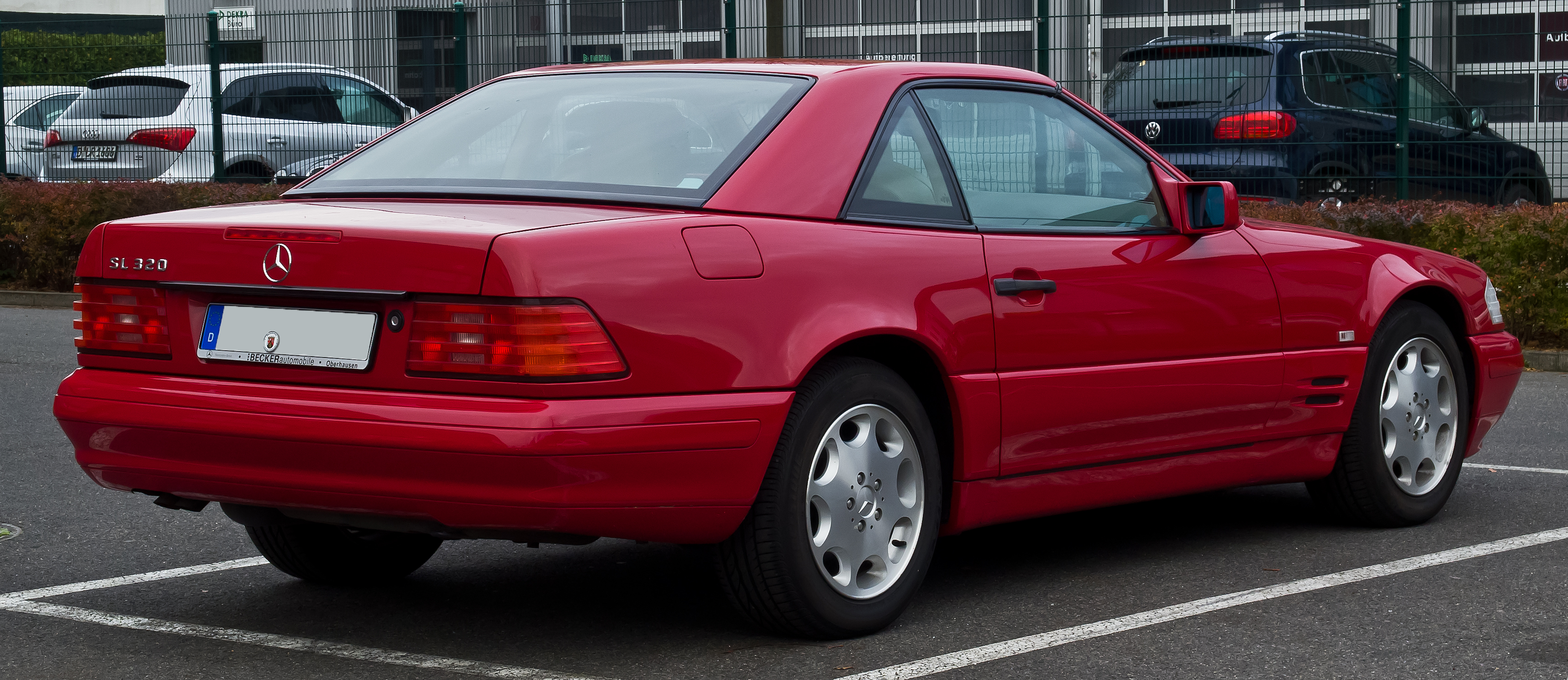
Mercedes-Benz SL IV (R129) – tył

Mercedes-Benz R129 – czwarta generacja popularnej serii luksusowych roadsterów SL. Został zaprezentowany na salonie genewskim w 1989 jako następca modelu R107.
Technicznie R129 nie był konstrukcją całkiem nową, przejął bowiem część rozwiązań w podwoziu od modelu W201 oraz niektóre silniki od W124. W czasie swojej premiery jednak uchodził za auto innowacyjne, zastosowano w nim elektrohydraulicznie składany miękki dach oraz ręcznie nakładany hardtop; po raz pierwszy zamontowano system windshot – siatkę osłaniającą pasażerów kabrioletu przed wiatrem, umocowaną za siedzeniami (opcjonalnie, z możliwością zdjęcia) na pałąku przeciwkapotażowym ; jako jeden z pierwszych samochodów, R129 standardowo wyposażony był w system ABS.
Tradycji stało się zadość – nowa generacja SL-a po raz kolejny była znacznie cięższa od poprzedniej. Różnica masy między podstawowymi wersjami silnikowymi R129 i R107 wynosiła ponad 100 kg. Nowy model nie stracił jednak na dynamice, ponieważ zastosowano w nim mocniejsze, acz nie większe, silniki. W tym czasie zacieśniła się współpraca Mercedesa z AMG. Zaowocowało to powstaniem fabrycznie podrasowanych modeli. Montowano w nich duże silniki, zdecydowanie mocniejsze od seryjnych.
W plebiscycie na Europejski Samochód Roku 1990 model zajął 2. pozycję (za Citroënem XM).
W czasie produkcji, model R129 przeszedł w 1995 dość istotne zmiany, zarówno konstrukcyjne, jak i stylistyczne. Wyróżnia się zatem dwie serie modelu.

### Seria I
Zaprezentowane w Genewie nadwozie charakteryzowało się m.in.:
- dwutonowym lakierowaniem (zderzaki jaśniejsze),
- pomarańczowymi kloszami kierunkowskazów przednich i tylnych,
- klamkami drzwi wykonanymi z czarnego plastiku,
- grillem z siedmioma cienkimi szczeblami.

Silniki to konstrukcje nowe (typ M119) lub pochodzące od modelu W124 (typ M103). W ofercie są dwa rodzaje skrzyń biegów: 5-biegowa manualna (standard w modelach 6-cylindrowych) i 4-biegowa automatyczna (standard w modelach 8- i 12-cylindrowych, w 6-cylindrowych wyposażenie opcjonalne).
- 300 SL – silnik typ M103; rzędowy 6-cylindrowy; pojemność: 2960 cm³; moc: 190 KM; moment obrotowy: 260 Nm
- 300 SL-24 – silnik typ M104; rzędowy 6-cylindrowy; pojemność: 2960 cm³; moc: 231 KM; moment obrotowy: 272 Nm
- 500 SL – silnik typ M119; widlasty 8-cylindrowy; pojemność: 4973 cm³; moc: 326 KM; moment obrotowy 450 Nm

W październiku 1992 roku wprowadzono do oferty model z silnikiem 12-cylindrowym, pochodzącym z modelu W140.
- 600 SL – silnik typ M120; widlasty 12-cylindrowy; pojemność: 5987 cm³; moc: 408 KM; moment obrotowy: 580 Nm

W czerwcu 1993 roku nastąpiła zmiana nazewnictwa – skrót „SL” znalazł się przed oznaczeniem liczbowym. Taki porządek trwa do dziś. Jednocześnie wycofano z oferty silnik typ M103 oraz unowocześniono typ M104, co zaowocowało zamianą wersji 300 SL i 300 SL-24 na, odpowiednio: SL 280 i SL 320.
- SL 280 – silnik typ M104; rzędowy 6-cylindrowy; pojemność: 2799 cm³; moc: 193 KM; moment obrotowy: 270 Nm
- SL 320 – silnik typ M104; rzędowy 6-cylindrowy; pojemność: 3199 cm³; moc: 231 KM; moment obrotowy: 315 Nm

W drugiej połowie 1993 swoją premierę miał pierwszy seryjny SL przerabiany przez AMG
- SL 60 AMG – silnik typ M119; widlasty 8-cylindrowy; pojemność: 5956 cm³; moc: 381 KM; moment obrotowy: 580 Nm

### Seria II
Została zaprezentowana na targach we Frankfurcie, we wrześniu 1995. Nadwozie różniło się od serii I kilkoma detalami:
- inny kształt zderzaków przednich i tylnych, oraz progów,
- klosze kierunkowskazów tylnych – czerwone, przednich – przezroczyste,
- grill z sześcioma grubszymi szczeblami,
- dyskretne modyfikacje wnętrza: inne materiały, nowy kształt siedzeń i kierownicy,
- opcjonalny „Glasdach” (szklany dach panoramiczny).

Seria II obfitowała w liczne nowinki techniczne, m.in.:
- 5-biegową skrzynię automatyczną, sterowaną elektronicznie (standard w modelach z silnikami V8 i V12),
- system stabilizacji toru jazdy ESP (standardowo tylko w wersji silnikiem V12)
- reflektory ksenonowe (opcjonalnie)

Silniki uległy drobnym modyfikacjom technicznym. Układ zapłonowy i paliwowy został unowocześniony, silniki otrzymały cewki na każdy cylinder oraz mechaniczny wtrysk paliwa zastąpiony został przez wielopunktowy wtrysk paliwa.
W kwietniu 1998 zmodernizowano nadwozie o następujące szczegóły:
- klamki drzwi lakierowane na kolor nadwozia,
- owalne lusterka boczne,
- nowe materiały we wnętrzu oraz nowy kształt wskaźników i kierownicy.

Zastosowano zmodernizowane silniki V8 i V6.
- SL 280 – silnik typ M112; widlasty 6-cylindrowy; pojemność: 2799 cm³; moc: 204 KM; moment obrotowy: 270 Nm
- SL 320 – silnik typ M112; widlasty 6-cylindrowy; pojemność: 3199 cm³; moc: 224 KM; moment obrotowy: 315 Nm
- SL 500 – silnik typ M113; widlasty 8-cylindrowy; pojemność: 4966 cm³; moc: 306 KM; moment obrotowy: 460 Nm

W czerwcu 1998 wycofano z oferty model SL 60 AMG. Na początku 1999 zastąpiono go dwiema nowymi wersjami:
- SL 55 AMG – silnik typ M113; widlasty 8-cylindrowy; pojemność: 5439 cm³; moc: 354 KM; moment obrotowy: 530 Nm
- SL 73 AMG – silnik typ M120; widlasty 12-cylindrowy; pojemność: 7291 cm³; moc: 525 KM; moment obrotowy: 750 Nm

Silnik typ M120 z modelu SL 73 był wykorzystywany w niektórych wersjach Pagani Zondy.

### Dane techniczne
| Wersja             | Silnik                     | Układ zasilania    | Średnica × skok tłoka | St. sprężania      | Moc maksymalna                     | Maks. moment obrotowy          | 0–100 km/h         | V-max              |
| Silniki benzynowe: | Silniki benzynowe:         | Silniki benzynowe: | Silniki benzynowe:    | Silniki benzynowe: | Silniki benzynowe:                 | Silniki benzynowe:             | Silniki benzynowe: | Silniki benzynowe: |
| ------------------ | -------------------------- | ------------------ | --------------------- | ------------------ | ---------------------------------- | ------------------------------ | ------------------ | ------------------ |
| SL280              | R6 2,8 l (2799 cm³), DOHC  | wtrysk             | 89,90 × 73,50 mm      | 10,0:1             | 193 KM (142 kW) przy 5500 obr./min | 270 Nm przy 3750 obr./min      | 10,2 s             | 230 km/h           |
| SL280              | V6 2,8 l (2799 cm³), SOHC  | wtrysk             | 89,90 × 73,50 mm      | 10,1:1             | 207 KM (152 kW) przy 5700 obr./min | 270 Nm przy 3000-5000 obr./min | 9,7 s              | 232 km/h           |
| SL320              | R6 3,2 l (3199 cm³), DOHC  | wtrysk             | 89,90 × 84,00 mm      | 10,0:1             | 231 KM (170 kW) przy 5600 obr./min | 315 Nm przy 3750 obr./min      | 8,4 s              | 240 km/h           |
| SL500              | V8 5,0 l (4973 cm³), DOHC  | wtrysk             | 96,50 × 85,00 mm      | 10,0:1             | 319 KM (235 kW) przy 5600 obr./min | 468 Nm przy 3900 obr./min      | 6,2 s              | 249 km/h           |
| SL600              | V12 6,0 l (5987 cm³), DOHC | wtrysk             | 89,00 × 80,20 mm      | 10,0:1             | 394 KM (290 kW) przy 5200 obr./min | 570 Nm przy 3800 obr./min      | 5,1 s              | 250 km/h           |
| SL55 AMG           | V8 5,4 l (5439 cm³), DOHC  | wtrysk             | 97,00 × 92,00 mm      | 10,5:1             | 354 KM (260 kW) przy 5500 obr./min | 530 Nm przy 3000 obr./min      | 5,9 s              | 250 km/h           |
| SL60 AMG           | V8 6,0 l (5956 cm³), DOHC  | wtrysk             | 100,00 × 94,80 mm     | 10,0:1             | 380 KM (280 kW) przy 5500 obr./min | 580 Nm przy 3750 obr./min      | 5,8 s              | 250 km/h           |
| SL73 AMG           | V12 7,3 l (7291 cm³), DOHC | wtrysk             | 91,50 × 92,40 mm      | 10,5:1             | 524 KM (385 kW) przy 5500 obr./min | 750 Nm przy 4000 obr./min      | 4,8 s              | 250 km/h           |

### Produkcja
- SL 280: 12 319 sztuk
- SL 300: 39 004 sztuki
- SL 320: 39 293 sztuki
- SL 320 Mille Miglie: 630 sztuk
- SL 500: 94 048 sztuk
- SL 600: 11 089 sztuk
- SL 500 Silver Arrow: 1450 sztuk
- SL 500 40th Anniversary: 750 sztuk
- SL 500 Formula One Edition: 20 sztuk
- SL 600 Silver Arrow: 100 sztuk
- SL 36 AMG: 1 sztuka
- SL 55 AMG: 65 sztuk
- SL 55 AMG Mille Miglie: 10 sztuk
- SL 60 AMG: 633 sztuki
- SL 72 AMG: 35 sztuk
- SL 73 AMG: 85 sztuk[26]

## Piąta generacja

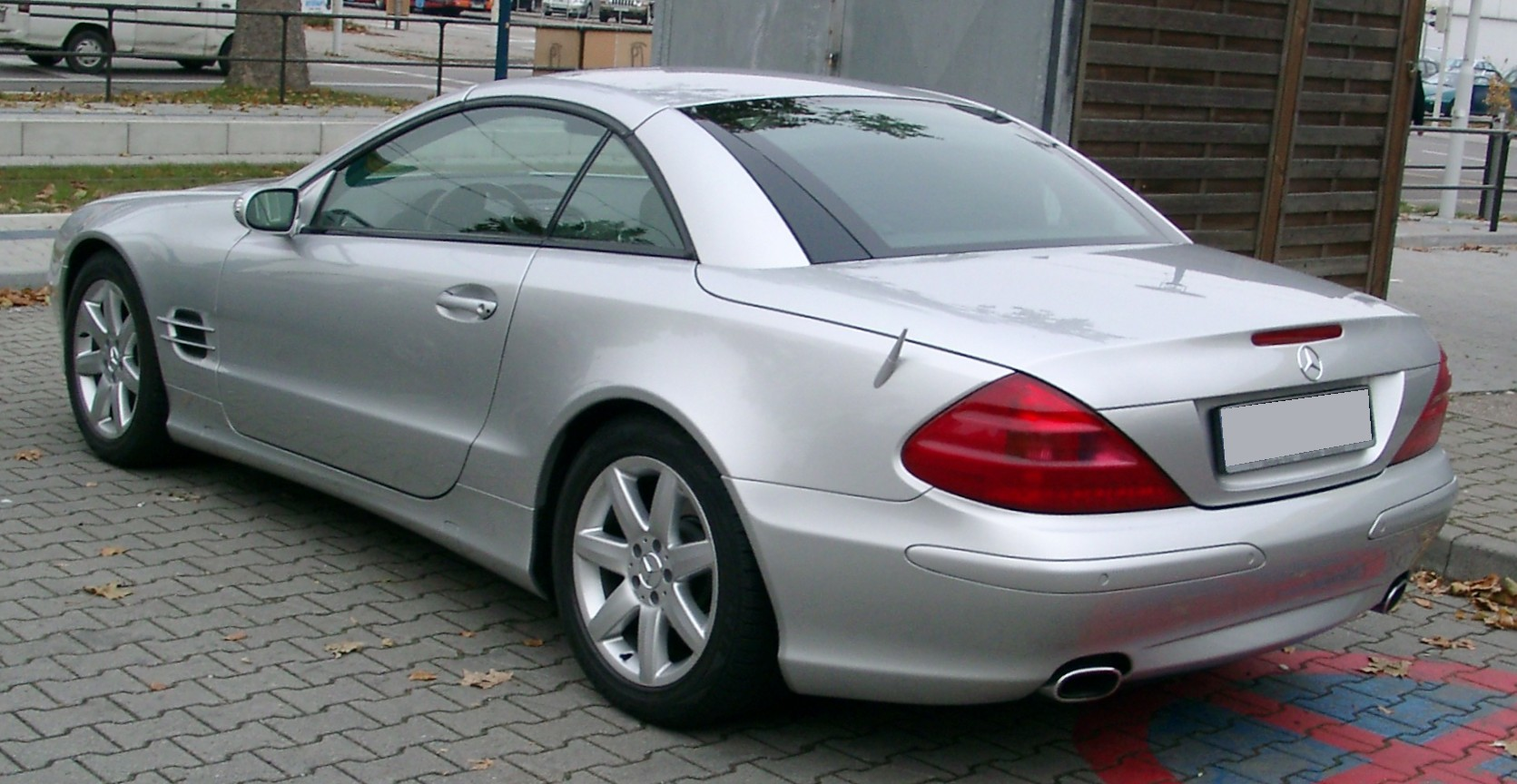
Mercedes-Benz SL V (R230) – tył

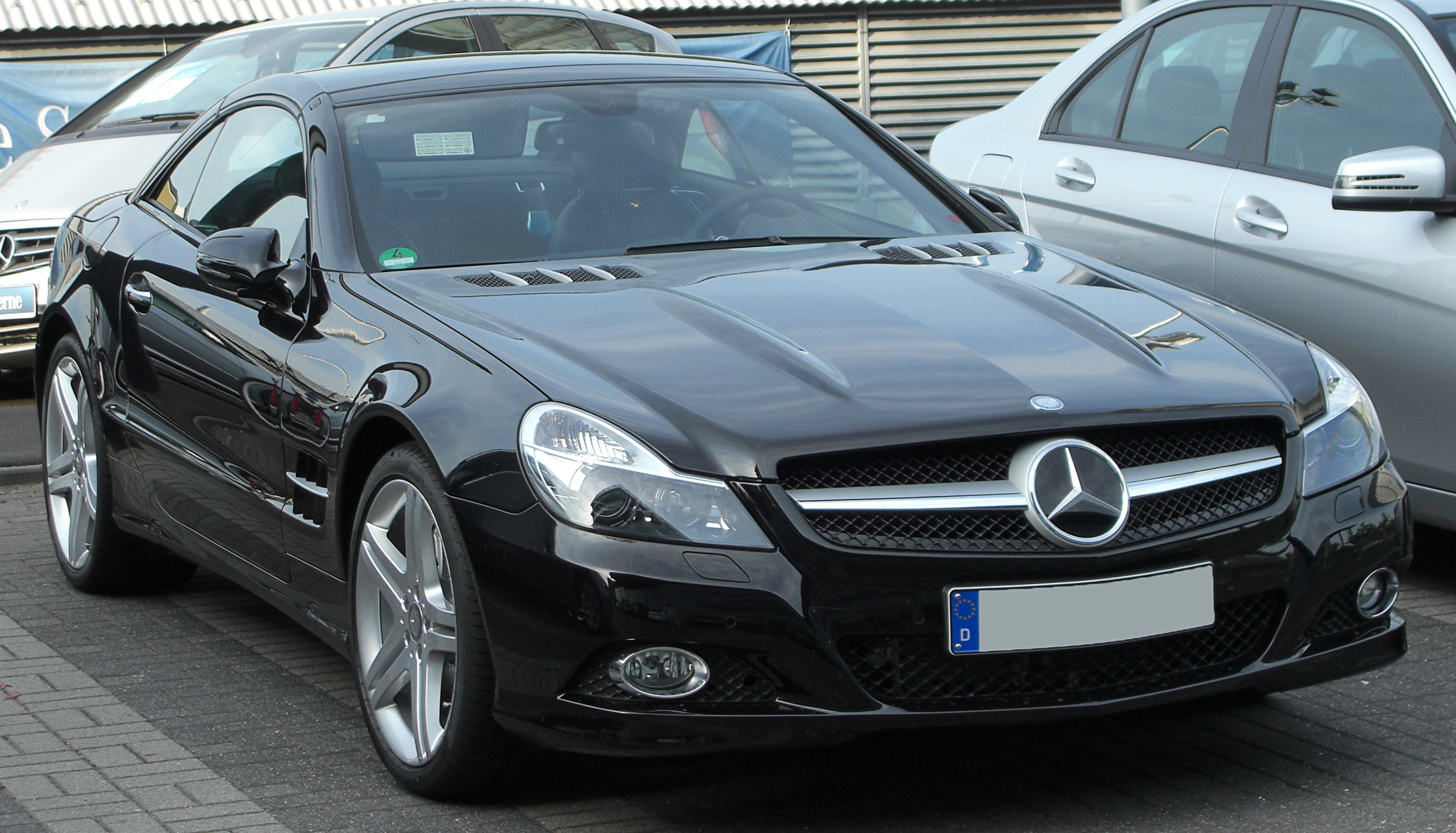
Mercedes-Benz SL V (R230) po liftingu

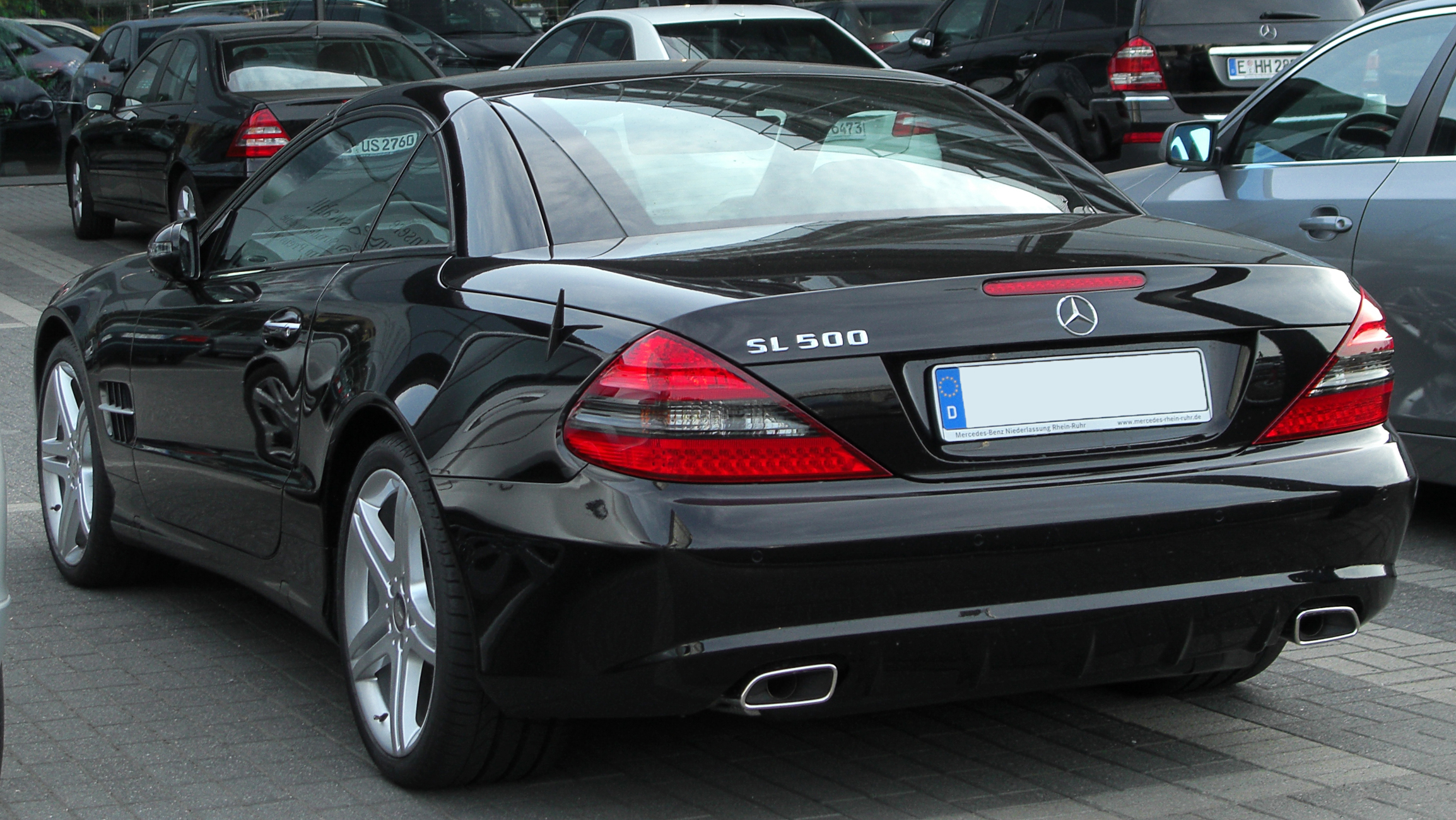
Mercedes-Benz SL V (R230) – tył po liftingu

Mercedes-Benz SL V został zaprezentowany po raz pierwszy w październiku 2001 roku.
Technicznie SL (R230) spokrewniony jest z Klasą S (W220) oraz coupe serii CL (C215). W każdym z tych trzech luksusowych samochodów zastosowano podwozie o niemal jednakowej konstrukcji, w bogatszych wersjach wyposażeniowych montowane jest hydrauliczne zawieszenie Active Body Control. Każde z aut wykorzystuje podobny układ napędowy (skrzynie biegów i silniki).

### Wyposażenie
W modelu R230 zastosowano wiele innowacyjnych rozwiązań, wśród których można wyróżnić:
- konstrukcję dachu – wytworzonego z aluminium, składanego przez hydrauliczne podnośniki (cały proces jest automatyczny, uruchamiany poprzez pociągnięcie dźwigienki we wnętrzu; trwa on 16 sekund),
- system Keyless go, pozwalający na otwarcie i uruchomienie samochodu bez użycia kluczyka (zamiast niego – karta, która identyfikuje właściciela, musi znajdować się w odpowiedniej odległości od pojazdu),
- aktywny tempomat Distronic (radar umieszczony na grillu, bada przestrzeń przed samochodem – jeśli w zasięgu kilkudziesięciu metrów znajduje się inny pojazd, tempomat zwalnia auto, jeśli zaś ów pojazd „usunie” się z drogi, wówczas tempomat „przyspiesza” auto do pierwotnie ustalonej prędkości),
- samopoziomujące hydrauliczne zawieszenie Active Body Control (redukuje przechyły nadwozia podczas hamowania, przyspieszania i skręcania).

Nadwozie modelu R230, zaopatrzone we wyloty powietrza na masce oraz na przednich błotnikach, nawiązuje do karoserii słynnego „skrzydlatego” 300 SL (W198) – pierwszego SL-a.

### Wersje wyposażeniowe
- SL 500
- SL 55 AMG
- SL 350
- SL 600
- SL 65 AMG

### Dane techniczne
| Model     | Lata produkcji | Silnik        | Doładowanie | Pojemność | Moc    | Moment obrotowy | 0–100 km/h |
| --------- | -------------- | ------------- | ----------- | --------- | ------ | --------------- | ---------- |
| SL 350    | 2003–2006      | typ M112, V6  | –           | 3724 cm³  | 245 KM | 350 Nm          | 7,2 s      |
| SL 500    | 2001–2006      | typ M113, V8  | –           | 4996 cm³  | 306 KM | 460 Nm          | 6,3 s      |
| SL 600    | 2003–2006      | typ M275, V12 | Biturbo     | 5513 cm³  | 500 KM | 800 Nm          | 4,7 s      |
| SL 55 AMG | 2001–2006      | typ M113, V8  | Kompressor  | 5439 cm³  | 500 KM | 700 Nm          | 4,7 s      |
| SL 65 AMG | 2004–2006      | typ M275, V12 | Biturbo     | 5980 cm³  | 612 KM | 1000 Nm         | 4,2 s      |

### Modernizacja
28 lutego 2006 roku na Geneva Motor Show zaprezentowano zmodyfikowane modele serii R230. Samochód zyskał zupełnie nowy przód z innym kształtem reflektorów i inne wypełnienie tylnych lamp. Zmiany dotyczyły ponadto silników. Zmieniono napęd w modelach SL 350 i SL 500 – silniki typu M112 i M113 zamieniono na całkiem nowe: M272 oraz M273 (odpowiednio: V6 i V8 w układzie DOHC ze zmiennymi fazami rozrządu). Silnik M113 pozostał jednak pod maską SL-a 55, zwiększono nieco jego osiągi. Podobna zmiana zaszła w modelu SL 600 – po prostu delikatnie podniesiono parametry już montowanego silnika M275. Bez modyfikacji zaś ostał się motor w modelu SL 65.

### Dane techniczne (lifting)
| Model        | Lata produkcji | Silnik        | Doładowanie | Pojemność | Moc    | Moment obrotowy | 0–100 km/h |
| ------------ | -------------- | ------------- | ----------- | --------- | ------ | --------------- | ---------- |
| SL 350       | 2006–2011      | typ M272, V6  | –           | 3498 cm³  | 272 KM | 350 Nm          | 6,6 s      |
| SL 500 / 550 | 2006–2011      | typ M273, V8  | –           | 5461 cm³  | 388 KM | 530 Nm          | 5,4 s      |
| SL 600       | 2006–2011      | typ M275, V12 | Biturbo     | 5513 cm³  | 517 KM | 830 Nm          | 4,5 s      |
| SL 55 AMG    | 2006–2011      | typ M113, V8  | Kompressor  | 5439 cm³  | 517 KM | 720 Nm          | 4,5 s      |
| SL 65 AMG    | 2006–2011      | typ M275, V12 | Biturbo     | 5980 cm³  | 612 KM | 1000 Nm         | 4,2 s      |

### AMG
Wersje przygotowane przez AMG różnią się od modeli „seryjnych”, nie tylko silnikami, ale też wyglądem zewnętrznym. Zaopatrzone są w inne:
- zderzaki i progi, zapewniające lepszą dynamikę (różny komplet dla modelu SL 55 oraz SL 65)
- wzory felg aluminiowych
- lampy tylne (przyciemnione klosze)
- układ wydechowy (usportowiony, zakończony czterema końcówkami)

Także modele „seryjne” mogą być, za dopłatą, doposażone w ów pakiet stylistyczny. Jednocześnie, do wersji SL 55 można dokupić pakiet Performance, czyli ospojlerowanie z modelu SL 65.

### Osiągi
| Model        | 0–100 km/h | 0–200 km/h | 0–300 km/h | Vmax        |
| ------------ | ---------- | ---------- | ---------- | ----------- |
| SL 350       | 6,6 s      | –          | –          | 250 km/h*   |
| SL 500 / 550 | 5,4 s      | 18,1 s     | –          | 250 km/h*   |
| SL 600       | 4,5 s      | 13,7 s     | –          | 250 km/h*   |
| SL 55 AMG    | 4,5 s      | 13,9 s     | 32,5 s     | 300 km/h**  |
| SL 65 AMG    | 4,2 s      | 12,0 s     | 31,7 s     | 338 km/h*** |

- *ograniczona elektronicznie do 250 km/h
- **ograniczona elektronicznie do 300 km/h (opcja AMG)
- ***bez ograniczenia (również opcja AMG)

## Szósta generacja

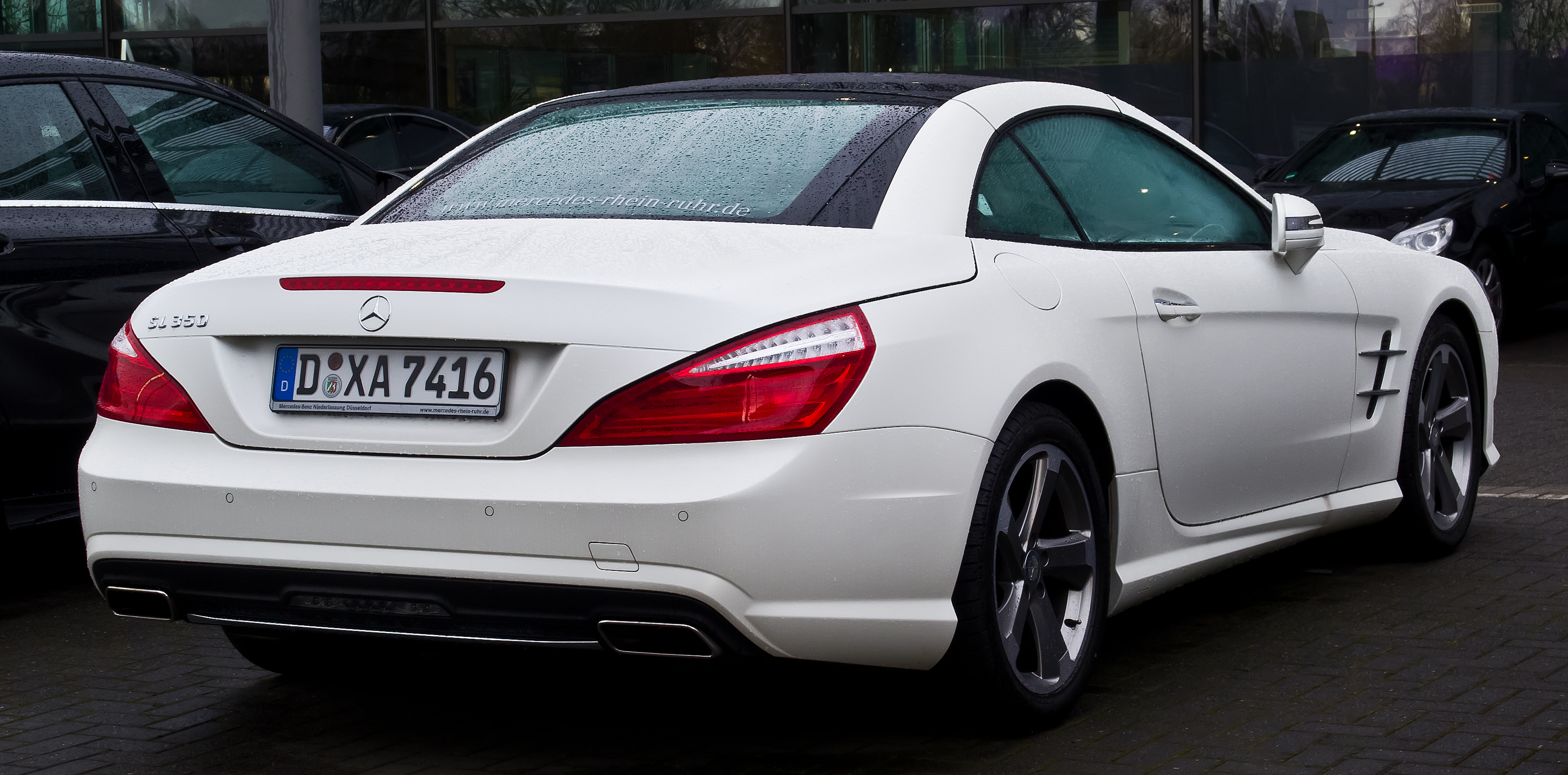
Mercedes-Benz SL VI (R231) – tył

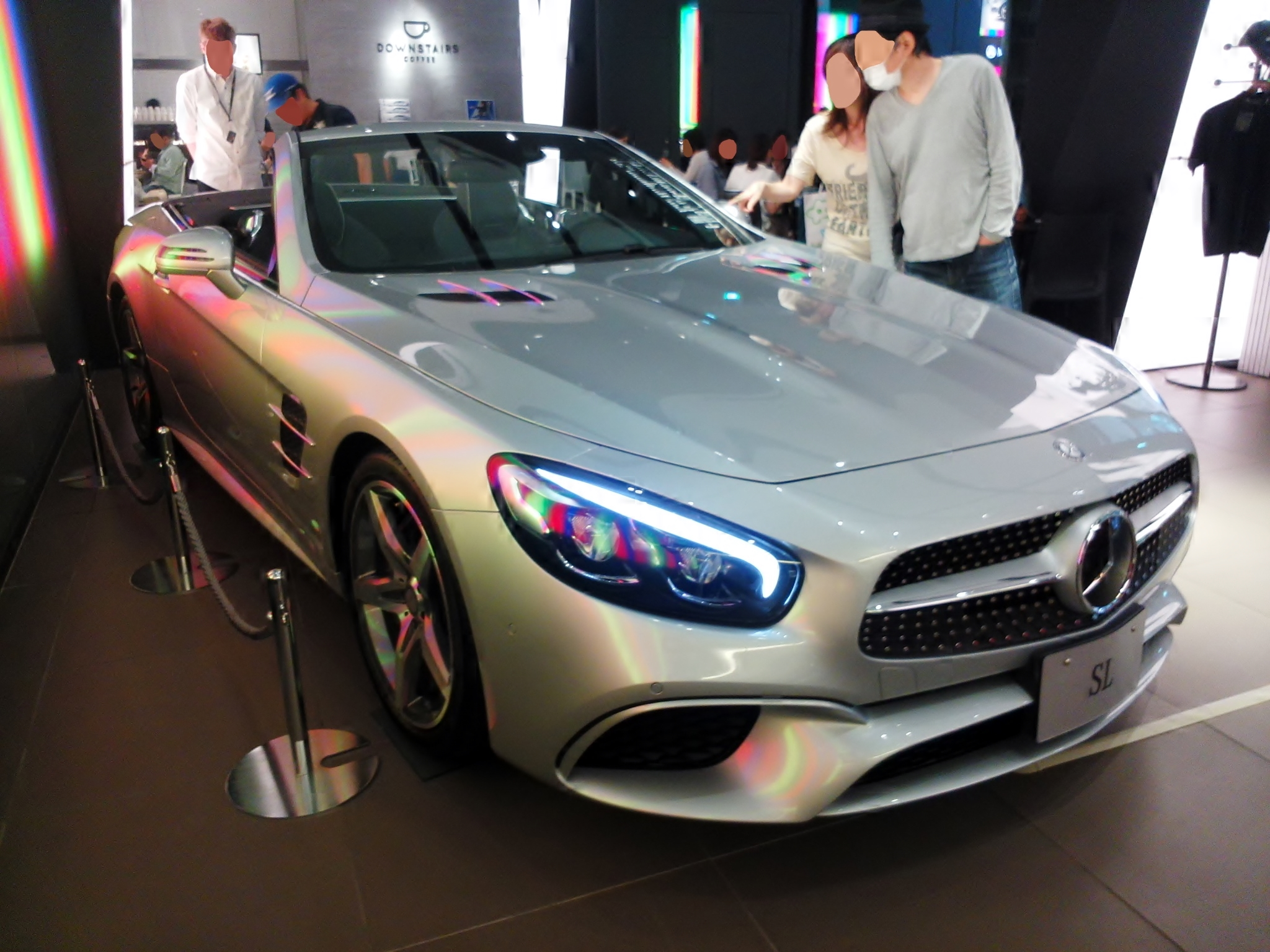
Mercedes-Benz SL VI (R231) po liftingu

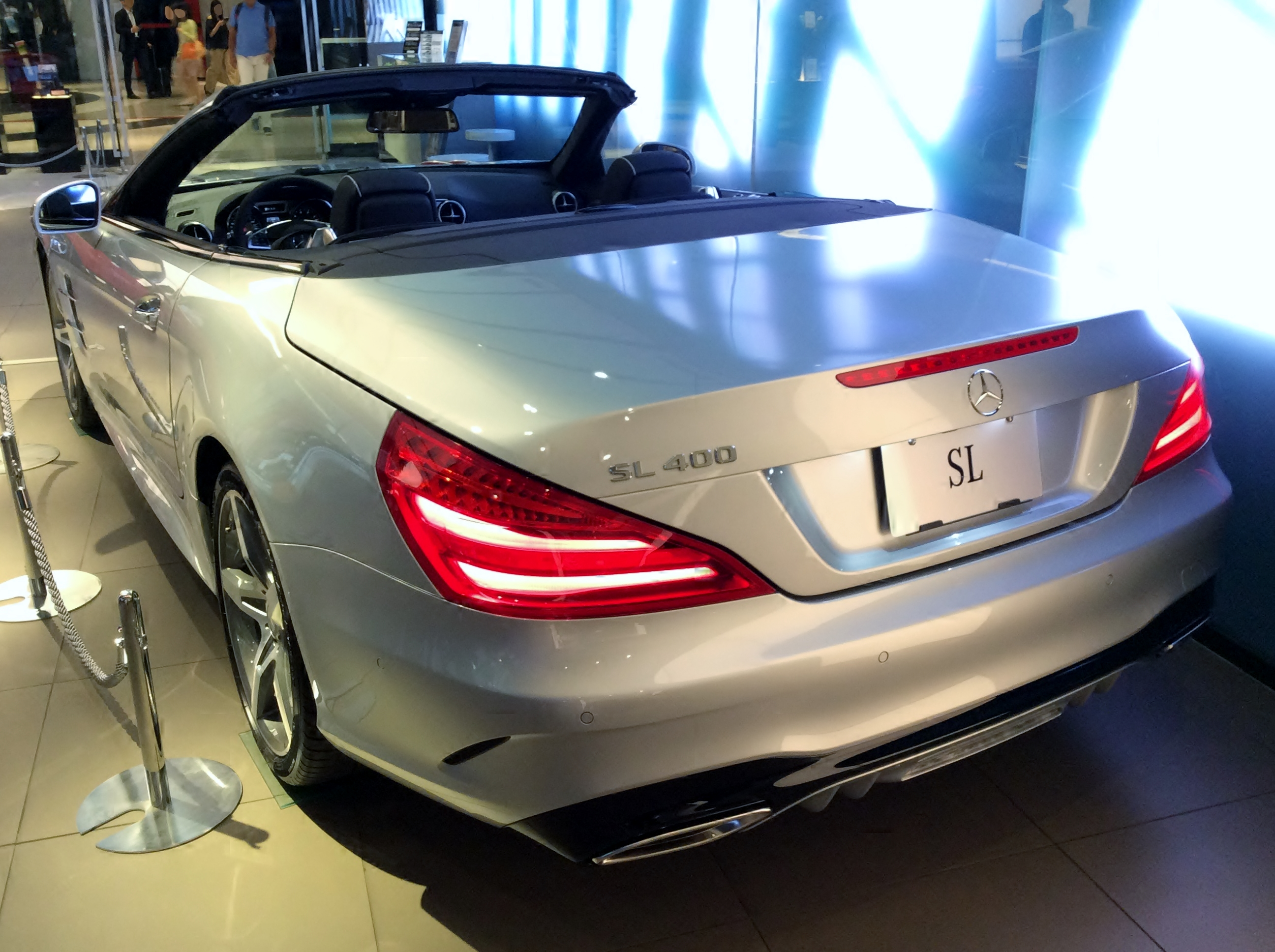
Mercedes-Benz SL VI (R231) – tył po liftingu

Mercedes-Benz SL VI został zaprezentowany po raz pierwszy w grudniu 2011 roku.
Pierwsze informacje na temat szóstej generacji SL-a oznaczonej kodem fabrycznym R231 pojawiły się w grudniu 2011 roku. Europejska premiera pojazdu odbyła się w Genewie w marcu 2012 roku. Prace nad nim rozpoczęto w 2007 roku. Projekt samochody nakreślony przez Franka Pfisterera i Marka Fetherstona przyjęto w 2010 roku.
Od poprzedniej generacji samochód jest lżejszy o 140 kg dzięki szerokiemu wykorzystaniu aluminium w konstrukcji i formowaniu kształtowników za pomocą cieczy tłoczonej pod wysokim ciśnieniem.
Pojazd oparty został na przestrzennej aluminiowej ramie, która jest dłuższa i szersza od tej znanej z poprzednika o prawie 5,5 cm. Wpływa to pozytywnie na właściwości jezdne oraz zachowanie pojazdu szczególnie przy sportowej jeździe. Nadwozie charakteryzuje się o 20% większą sztywnością niż w przypadku poprzednika.
W 2016 roku SL VI przeszedł modernizację. Zmieniono kształt przednich reflektorów, które zyskały bardziej krągły kształt, a także przemodelowano zderzaki i atrapę chłodnicy. Ponadto, zmieniono wypełnienie tylnych lamp, a w środku pojawiło się nowe koło kierownicy i nowe materiały wykończeniowe.

### Wyposażenie
Standardowe wyposażenie pojazdu obejmuje m.in. ESP, 4 poduszki powietrzne, inteligentne reflektory, klimatyzację automatyczną, elektryczne sterowanie szyb, elektryczne sterowanie lusterek, elektryczne regulowanie foteli, tempomat, komputer pokładowy, czujniki deszczu, podgrzewane fotele, radioodtwarzacz CD, wielofunkcyjną kierownicę oraz alufelgi.

### Dane techniczne
| Wersja                           | SL 350 BlueEFFICIENCY               | SL 500 BlueEFFICIENCY               | SL 63 AMG                                                                       | SL 65 AMG BLACK SERIES                   |
| Okres produkcji                  | od 03/2012                          | od 03/2012                          | od 05/2012                                                                      | od 09/2012                               |
| Silniki                          | M 276 DE 35                         | M 278 DE 46 AL                      | M 157 DE 55 AL                                                                  | M 279 E 60 AL                            |
| Typ silnika                      | V6 benzynowy                        | V8 benzynowy                        | V8 benzynowy                                                                    | V12 benzynowy                            |
| Układ zasilania                  | bezpośredni wtrysk paliwa           | bezpośredni wtrysk paliwa           | bezpośredni wtrysk paliwa                                                       | wtrysk paliwa                            |
| Doładowanie                      | –                                   | biturbo                             | biturbo                                                                         | biturbo                                  |
| Pojemność skokowa                | 3498 cm³                            | 4663 cm³                            | 5461 cm³                                                                        | 5980 cm³                                 |
| Moc maksymalna                   | 225 kW (306 KM) przy 6500 obr./min. | 320 kW (435 KM) przy 5250 obr./min. | 395 kW (537 KM) przy 5500 obr./min. [415 kW (564 KM) przy 5500 obr./min. (AMG)] | 463 kW (630 KM) przy 4800–5400 obr./min. |
| Maksymalny moment obrotowy       | 370 Nm przy 3500–5250 obr./min.     | 700 Nm przy 1800–3500 obr./min.     | 800 Nm przy 2000–4500 obr./min. [900 Nm przy 2250–3750 obr./min. (AMG)]         | 1000 Nm przy 2300–4300 obr./min.         |
| Skrzynia biegów                  | 7G-Tronic Plus                      | 7G-Tronic Plus                      | AMG SPEEDSHIFT MCT 7-biegowa                                                    | AMG SPEEDSHIFT MCT 7-biegowa             |
| Prędkość maksymalna              | 250 km/h                            | 250 km/h                            | 250 km/h [300 km/h (AMG)]                                                       | 250 km/h [300 km/h (AMG)]                |
| Przyspieszenie 0–100 km/h        | 5,9 s                               | 4,6 s                               | 4,3 s [4,2 s (AMG)]                                                             | 4,0 s                                    |
| Średnie zużycie paliwa na 100 km | 6,8–7,5 l Super                     | 9,1–9,2 l Super                     | 9,9 l Super                                                                     | 11,6 l Super Plus                        |
| Emisja CO2 w cyklu mieszanym     | 159–176 g/km                        | 212–214 g/km                        | 231 g/km                                                                        | 270 g/km                                 |
| Spełniana norma emisji spalin    | Euro 5                              | Euro 5                              | Euro 5                                                                          | Euro 5                                   |